# Habitare secum
Habitare secum (lat. „wohnen bei/in sich selbst“) ist ein Grundbegriff christlicher Spiritualität, der das Ideal bezeichnet, bei sich selbst und mit sich selbst identisch zu sein.
In die christliche Spiritualitätsgeschichte eingebracht wurde der Begriff von Gregor dem Großen (540–604), der den Begriff nicht selbst geprägt hat, sondern den Gedanken aus der antiken Philosophie übernommen hat. Das Motiv des Seins der Seele bei sich selbst erscheint schon bei Platon († 348/347 v. Chr.). Der Begriff »habitare secum« taucht erstmals bei Persius († 62 n. Chr.) auf, der das Ideal eng mit der Selbsterkenntnis verbindet: „Tecum habita: noris quam sit tibi curta supellex.“
Gregor der Große schreibt das Ideal des »habitare secum« in seinem „Zweiten Buch der Dialoge über Leben und Wunder der italischen Väter“ dem Mönchsvater Benedikt von Nursia († 547) zu. Gregor erzählt, dass Benedikt zunächst drei Jahre als Einsiedler gelebt habe, in denen er zu sich selbst gefunden und das Ideal des »habitare secum« erreicht habe. Der Rückzug in die Einsamkeit und die Selbsterkenntnis sind zentrale Voraussetzungen, um das »habitare secum« zu erlangen. Kriterien für das »habitare secum« sind insbesondere beständige Sammlung des Geistes und Überwachung der eigenen Gedanken und des eigenen Handelns.